# Новоепифановка
Новоепифановка — посёлок в Панинском районе Воронежской области.
Входит в состав Краснолиманского сельского поселения.

## География

### Улицы
- ул. Дальняя

## Население
| 2000 | 2005 | 2010 |
| ---- | ---- | ---- |
| 24   | ↘17  | ↘1   |

В 2017 году в основанной в XVIII веке Новоепифановке остались всего два человека. По словам главы Краснолиманского сельского поселения Александра Рудова, в 1980 году в Новоепифановке жили более 40 человек, работавших в колхозе «Дружба». На малой родине осталась семья Мешалкиных. Их дом находится на единственной поселковой улочке Дальней. Митрофану Мешалкину – 86 лет, его сыну Александру – 48. Супруга хозяина Александра Николаевна, с которой дед прожил 54 года, умерла в 2009-м. 